# NS 7500
De locomotief NS 7501 was een tenderlocomotief van de Nederlandse Spoorwegen (NS). Het was een Duitse stoomlocomotief die na het einde van de Tweede Wereldoorlog werd aangetroffen in Nederland. 
Deze locomotief maakte deel uit van het Pruisische type T9³ en werd gebouwd in 1908 door Maschinenbauanstalt Humboldt in Köln-Kalk. Het was een locomotief van de Deutsche Reichsbahn en droeg het nummer DRB 91 1054. In de korte tijd dat de locomotief dienst deed bij de NS behoorde deze tot depot Hengelo. In 1947 keerde deze locomotief terug naar Duitsland.        